# Watching You – Die Welt von Palantir und Alex Karp
Watching You – Die Welt von Palantir und Alex Karp ist ein deutscher Dokumentarfilm des Regisseurs Klaus Stern, der ein kritisches Portrait des US-Unternehmers Alex Karp, CEO und Mitgründer von Palantir Technologies, und dessen umstrittenen Unternehmens zeigt.

## Inhalt
Der Film untersucht das Wirken von Alex Karp sowie die gesellschaftlichen und politischen Auswirkungen der von Palantir entwickelten Datenanalyse-Software Gotham, die es Behörden ermöglicht, weltweit riesige Mengen an Daten für Überwachungs- und Ermittlungszwecke zu bündeln, automatisiert auszuwerten und zu visualisieren. Gotham wird von US-amerikanischen Diensten wie CIA und NSA, aber auch von deutschen Polizeibehörden in Hessen und Bayern genutzt. Kritiker bemängeln, dass Gotham nicht nur der Terrorismusbekämpfung und Kriminalitätsaufklärung dient, sondern auch den Weg in eine umfassende staatliche Überwachung ebnet – und die Software bereits konkrete Fälle beeinflusst hat und auch zum Töten von Menschen benutzt werden kann, wie Karp selbst sagt.
Der Film folgt dem Regisseur auf seiner Suche rund um Karp, der sich einer medialen Öffentlichkeit gerne entzieht und nur selten Interviews gibt. Da Karp sich immer wieder Interviewversuchen des Regisseurs entzieht, führt Stern Gespräche mit Wegbegleitern, Experten und Kritikern. Daraus entsteht das Bild einer sehr ambivalenten Person. Einerseits präsentiert Karp sich als weltgewandter, künstlerisch interessierter Unternehmer mit „neomarxistischen“ Wurzeln, andererseits als Chef der größten privaten Überwachungsfirma der Welt, deren Produkte auch militärisch genutzt werden.

## Rezeption
Watching You wurde von der FBW als ein „bedrückend aktuelles und augenöffnendes dokumentarisches Glanzstück von Film“ bezeichnet und mit dem Prädikat „besonders wertvoll“ ausgezeichnet. Artechock schreibt: „hochinteressanter, erhellender Dokumentarfilm über die größte private Überwachungsfirma der Welt“.
Das Lexikon des internationalen Films vergab zwei von fünf Sternen und bemängelt, dass „die Recherche an der Oberfläche“ bleibe und „keine neuen Erkenntnisse oder Zusammenhänge zutage“ fördere.